# Oloron-Sainte-Marie
Oloron-Sainte-Marie (okzitanisch Auloron) ist eine südfranzösische Kleinstadt und eine Gemeinde mit 10.658 Einwohnern (Stand 1. Januar 2022) im Département Pyrénées-Atlantiques in der Region Nouvelle-Aquitaine. Sie ist Sitz der Unterpräfektur (Sous-préfecture) des Arrondissements Oloron-Sainte-Marie, das aus zwölf Kantonen besteht.

## Lage und Klima
Oloron-Sainte-Marie ist der Hauptort von Béarn, einer alten französischen Provinz an der Grenze zum Baskenland. Die Stadt liegt am Gave d’Oloron, der hier durch den Zusammenfluss des Gave d’Aspe und des Gave d’Ossau entsteht. Der erste Zufluss zum hier neu entstandenen Gewässer ist der Escou an der Grenze zur Gemeinde Estos. Durch die Stadt führt die Via Tolosana, einer der vier historischen „Wege der Jakobspilger in Frankreich“ nach Santiago de Compostela. Nächstgelegene größere Stadt ist Pau (ca. 30 km Fahrtstrecke nordöstlich). Das Klima ist gemäßigt; Regen (ca. 925 mm/Jahr) fällt übers Jahr verteilt.

## Geschichte
Oloron ist eine römische Gründung, die erstmals im 3. Jahrhundert unter dem Namen Iluro erwähnt wird. Im Jahr 506 nahm an der Synode von Agde ein Bischof von Oloron teil. Danach wird ein Bischof erst wieder im Jahr 1058 erwähnt; möglicherweise war die Stadt in der Zwischenzeit verlassen worden.
Im Jahr 1080 wird unter dem Namen Sainte-Croix der Bau von Stadtbefestigungen und einer Kirche auf der Landzunge zwischen Gave d’Aspe und Gave d’Ossau begonnen. Dort lag auch die Burg des Vicomte von Béarn. Ab 1102 erbaute Gaston IV. von Béarn am linken Flussufer die Kirche und spätere Kathedrale Ste-Marie d’Oloron als Sitz des Bischofs von Oleron.
Nachdem im Jahr 1214 der Vicomte Gaston VI., der sich den Katharern angeschlossen hatte, als Folge des Albigenserkreuzzuges den Grundbesitz an Sainte-Marie an den Bischof abtreten musste, blieben beide Orte bis ins 19. Jahrhundert formal getrennt, auch wenn Sainte-Marie immer ökonomisch von Oloron abhängig war.
Im Jahr 1802 wurde das Bistum Oloron aufgelöst. 1858 erfolgte die Vereinigung der beiden Orte.
13 Kilometer von der Stadt entfernt ließ die Regierung von Édouard Daladier im April 1939 das Internierungslager Camp de Gurs einrichten. Durch die Nähe zum Lager und seinen Bahnanschluss wurde Oloron zu einem Knotenpunkt bei der Deportation von Juden und anderer vom NS-Staat Verfolgter.

## Bevölkerungsentwicklung
| Jahr      | 1800  | 1851  | 1901  | 1954   | 1999   | 2015   | 2021   |
| Einwohner | 5.515 | 6.388 | 9.078 | 11.407 | 10.992 | 10.684 | 10.616 |

Trotz der – durch die Reblauskrise im Weinbau im ausgehenden 19. und die Mechanisierung der Landwirtschaft in der ersten Hälfte des 20. Jahrhunderts ausgelösten – Landflucht stieg die Einwohnerzahl der Stadt kaum an.

## Sehenswürdigkeiten

### Kirche Sainte-Marie

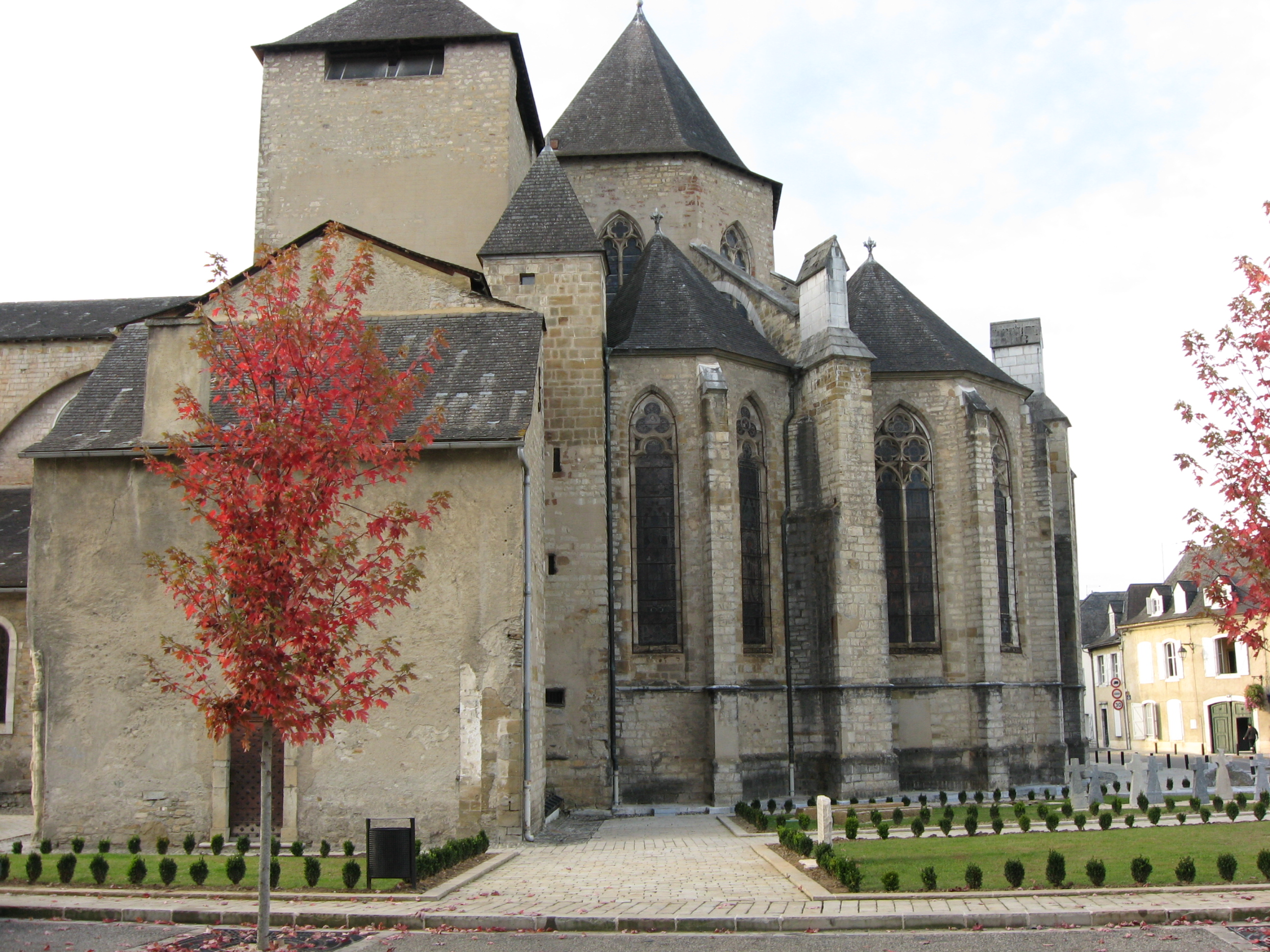
Chor und südliches Querschiff von Sainte-Marie

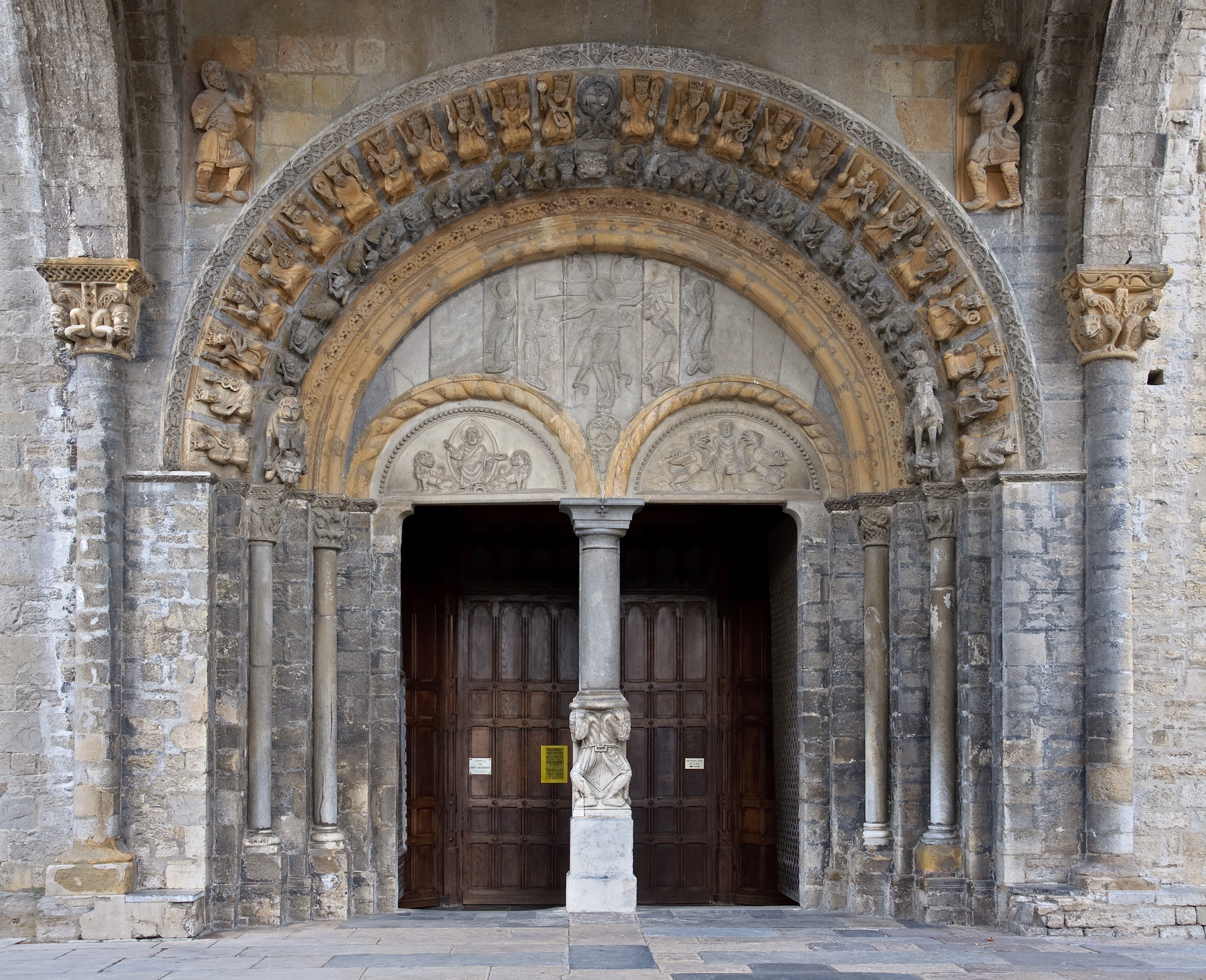
Tympanon und Atlanten im Portal der Kirche

Von der ursprünglich im Jahr 1102 begonnenen Kirche sind nur wenige Reste erhalten: einige Säulenkapitelle im Querschiff sowie das Hauptportal und die Säulen, auf denen der Glockenturm ruht. Nach den Zerstörungen des Albigenserkreuzzuges wurde die Kirche im 13. Jahrhundert neu gebaut. Doch im Jahr 1302 brannte das Kirchenschiff ab und eine erneute Rekonstruktion im gotischen Stil wurde notwendig. Weitere Umbauten erfolgten im 17. und 19. Jahrhundert.
Die Kirche besitzt drei Längsschiffe, an die sich je zwei Kapellen anschließen. Die Enden der Querschiffe ragen über deren Ausdehnung hinaus. Auch Chor und Chorumgang sind von einem Kapellenkranz umgeben. Die Gewölbe sind als Kreuzrippengewölbe ausgeführt. Der massive Eindruck der Kirche stammt von den drei gedrungenen Türmen: einer über dem südlichen Querschiff, einer über dem Chor und der Glockenturm, der vor dem Westportal eine offene Vorhalle bildet.
Das romanische Portal besteht aus zwei Türen, zwischen den zwei Atlanten eine Säule tragen. Die volkstümliche Deutung sieht in ihnen versklavte spanische Sarazenen. Darüber erhebt sich ein halbkreisförmiges Tympanon, unterteilt durch zwei kleinere Halbkreise über den einzelnen Türen. Die drei dadurch entstehenden Felder sind als Reliefs aus Marmor gestaltet. Die beiden unteren sind bei der Restauration im 19. Jahrhundert ersetzt worden und zeigten ursprünglich wohl andere Szenen. Bis auf die Kapitelle stammen alle anderen Teile aus dem 12. Jahrhundert. Sie wurden jedoch erkennbar von zwei unterschiedlichen Künstlern gestaltet: Die Archivolte mit ihrem Figurenschmuck in der Wölbung und den beiden seitlichen Skulpturen, die den Tod nach keltischer Tradition darstellen (links in Form der provencalischen Tarasque, eines menschenfressenden Ungeheuers, dessen Opfer aber ins Reich Christi eingehen wird, weil es ein Kleid trägt samt einem Gürtel, der es keusch verschließt und in Form eines liegenden Kreuzes als positives Symbol gestaltet ist, und rechts als Reiter, dessen Pferd einen bärtigen, d. h. sündigen Mann niedertrampelt), entspricht der romanischen Kunst aus der Mitte des 12. Jahrhunderts, während das mittlere Marmorfeld an die Arbeit eines Elfenbeinschnitzers erinnert. Es zeigt, einmalig im Béarn, die Kreuzabnahme in einer Weise, wie sie aus der byzantinischen Kunst bekannt ist. Josef von Arimathäa hebt den Leichnam Jesu vom Kreuz, während Nikodemus die linke Hand löst und Maria die rechte ergreift. Über den Armen des Kreuzes sind Sonne und Mond dargestellt.
Seit Aufhebung des Bistums Oloron im Jahr 1809 ist die Kirche Konkathedrale des Bistums Bayonne.
Die Kirche Sainte-Marie ist seit dem Jahr 1998 als Teil des Weltkulturerbes der UNESCO „Jakobsweg in Frankreich“ ausgezeichnet.

### Weitere Sehenswürdigkeiten
- Die romanische Kirche Sainte-Croix aus dem Jahr 1080, besitzt eine Zentralkuppel im byzantinischen Stil. Sie hat dem ältesten Viertel von Oloron ihren Namen gegeben.
- Der Tour de Grede, ein Wohnturm aus dem 13./14. Jahrhundert
- Die neoromanische Kirche Notre-Dame aus dem 19. Jahrhundert mit ihrem 52 m hohen Kirchturm
- Im Parc Pommé sind über 400 verschiedene Baumarten zu finden.

## Wirtschaft
Die Umgebung der Stadt war jahrhundertelang vorwiegend landwirtschaftlich geprägt; im Ort selbst ließen sich allmählich auch Händler, Handwerker und Dienstleister nieder. Bekannt sind auch die Manufakturen von Oloron, in denen die hier heimischen Baskenmützen sowie Espadrilles gefertigt werden. In Oloron ist eine Schokoladenfabrik von Lindt & Sprüngli ansässig. Außerdem werden im Ort durch Safran Landing Systems Landebeine für Flugzeuge hergestellt.

## Städtepartnerschaft
Seit 1963 ist Oloron-Sainte-Marie partnerschaftliche verbunden mit der spanischen Stadt Jaca in Aragonien.

## Persönlichkeiten
- Gaston IV. de Bearne (vor 1074–1131), Vicomte
- Antoine Germain Labarraque (1777–1850), Apotheker und Chemiker
- Louis Barthou (1862–1934), Politiker
- Pierre Bordes (1870–1943), Verwaltungsbeamter
- Jean Mendiondou (1885–1961), Politiker und Widerstandskämpfer
- Martial Singher (1904–1990), Opernsänger und Musikpädagoge
- André S. Labarthe (1931–2018), Filmproduzent und -regisseur
- Benjamin Bobenrieth (* 1988), Jazzmusiker